# Pfiesel
Pfiesel hieß im österreichischen Salzkammergut eine gemauerte, im Grundriss rechteckige, in der Grundfläche etwa 2 × 5 m große, fensterlose Kammer, deren Tonnengewölbe eine Scheitelhöhe von etwa 2,5 m erreichte.

## Salztrocknung in der Pfiesel
Um den frisch geformten kegelstumpfförmigen Salz-Fuderstöcken die noch vorhandene Feuchtigkeit zu entziehen und damit deren inneren Zusammenhalt zu erhöhen, mussten sie einem Trocknungsverfahren, dem Pfieseln, unterworfen werden. Dabei wurden die frisch geformten Fuder vom Pfannhaus in die Pfieseln getragen, die um das Pfannhaus angeordnet waren. Zur Trocknung der Fuder wurde entweder der von der Pfanne abziehende Rauch eingesetzt oder bei den vom Pfannhaus weiter entfernten Pfieseln eigene Feuer unterhalten. In jedem Falle waren die Fuder dem Rauch ausgesetzt und wurden entsprechend geschwärzt. „Je rauer die nassen Füderl aus den Kufen kamen, desto leichter setzte sich die Flugasche und sonstiger Schmutz beim Dörren an.“